# Bodești, Vrancea
Bodești este un sat în comuna Vrâncioaia din județul Vrancea, Moldova, România.

## Istoric
Satul Bodești este una dintre cele mai vechi localități ale Vrancei, fiind întemeiat de Bodiman.